# 인사이드 (2007년 영화)
인사이드(A l'interieur, Inside)는 프랑스에서 제작된 줄리엔 모리, 알렉상드르 뷔스티요 감독의 2007년 공포, 스릴러 영화이다. 베아트리스 달 등이 주연으로 출연하였고 프랑크 리비에르 등이 제작에 참여하였다.

## 출연

### 주연
- 베아트리스 달

### 조연
- 나탈리 루셀
- 도미니크 프로트
- 타하르 라힘
- 루도빅 버딜럿
- 엠마누엘 란지
- 니콜라스 뒤보셸
- 아이멘 사이디

## 제작진
- 제작책임: 프리실라 베르탱
- 의상: 마르틴 라핀